# Théodore Lack
Pour les articles homonymes, voir Lack.
Marie-Théodore Lack, plus connu sous son deuxième prénom Théodore Lack est un pianiste, pédagogue, musicographe et compositeur français né à Quimper le 3 septembre 1846 et mort à Paris, le 25 novembre 1921, professeur assistant de piano au Conservatoire de Paris de 1864 à 1921.

## Biographie
Musicien précoce, Lack est nommé organiste de l'église de son village à l'âge de dix ans. À quatorze ans, il entre au Conservatoire de Paris, où il étudie le piano avec Marmontel, l'harmonie avec Bazin et la théorie avec Lefébure-Wely. Diplômé du Conservatoire à dix-huit ans, il y est nommé professeur assistant de piano en 1864 et conserve ce poste jusqu'à sa mort en 1921, sans jamais quitter Paris.
Il écrit de nombreuses pièces de salon pour piano seul à deux ou quatre mains, ainsi que des pièces à caractère didactique. Il écrit également quelques pièces vocales, quelques pièces pour violon, et fait partie des rares compositeurs à avoir écrit spécifiquement pour le pyrophone.
Il effectue, notamment auprès des éditions Henry Lemoine, un important travail musicographique (doigtés, accentuation, relecture d’œuvres classiques, entre autres, de Beethoven, Cramer, Weber, Dussek, etc.). À partir de 1916, il se charge de choisir, doigter, accentuer et classer les pièces composant les recueils Les Classiques favoris du piano, publiés initialement en 9 volumes (quelques volumes annexes suivront) aux éditions Henry Lemoine. Ces recueils obtiennent une grande popularité, notamment auprès des professeurs de conservatoire, et sont régulièrement réédités au cours du siècle suivant. Il édite par ailleurs d'autres recueils de partitions et ouvrages didactiques pour les étudiants pianistes, comme par exemple la Méthode de piano (éd. Leduc, 1909, où l'on trouve notamment The Little Nigar de Claude Debussy), ou les études de Mademoiselle Didi.

## Liste partielle d’œuvres publiées
L'œuvre de Lack comporte plus de 280 numéros d'opus. La plupart de ses œuvres n'ont pas été rééditées séparément après sa mort ; on retrouve cependant certaines de ses pièces didactiques dans des recueils de pièces faciles, des recueils d'études et des méthodes de piano. La sélection ci-dessous (qui privilégie les recueils et les pièces rééditées de son vivant) est en grande partie issue du catalogue général de la BnF. Certaines œuvres y sont librement consultables via Gallica.

### Compositions musicales
- Les Violettes, première valse de salon pour piano, op. 3 (d'autres valses de salon suivront, pas toutes répertoriées ici)
- Prière, op. 19, pour voix de soprano, chœur et accompagnement de pyrophone, violoncelle et piano (plus tard rééditée en réduction pour voix et piano).
- Tarentelle pour piano, op. 20 (rééditée en plusieurs arrangements ultérieurement)
- 12 Pièces pour le piano à quatre mains, op. 21 (surnommés Tableaux de Genre en première édition)
- 6 Pièces pour piano op. 25 (le Nocturne, numéro 3, sera plusieurs fois réédité)
- Les étoiles filantes, mazurka élégante pour piano à quatre mains, op. 26
- Boléro pour piano à quatre mains, op. 27
- 12 Études Élégantes de style et de mécanisme pour piano, op. 30
- Valse Espagnole pour piano, op. 32
- 2 pièces de clavecin, op. 38
- Études romantiques op. 41 (la première édition est présentée comme une introduction à l'op. 47 de Heller)
- 12 Études de Bravoure pour piano, op. 43
- Scènes enfantines, 12 pièces pour piano op. 61 (et op. 61 bis : version 4 mains)
- 6 Valses mignonnes pour piano op. 62
- 6 Mazurkas mignonnes pour piano op. 63
- 2 Valses-Préludes pour piano, op. 64
- Polonaise de concert pour 2 pianos, op. 66
- Styriennes pour piano op. 67 et 68
- Valse-impromptu pour piano op. 72
- 12 Études spéciales pour la main gauche, op. 75
- Laendler pour piano op. 76
- Valse-Arabesque pour piano, op. 82
- Cabaletta pour piano, op. 83 (rééditée plus tard sous divers arrangements et orchestrations)
- Valse fugitive, pour piano, op. 84
- Saltarello pour piano, op. 89
- Chanson du voyageur, ariette pour piano op. 93
- 20 Études d'agilité pour piano, op. 95
- Arietta pour piano, op. 97
- Napolitana, Tarentelle-caprice pour piano op. 99
- Finale-Valse pour piano op. 100 (plus tard réédité à 4 mains)
- Tziganyi pour piano, op. 104
- Souvenir d'Alsace, petit laendler pour piano op. 106
- Souvenir de Messine, petite tarentelle pour piano op. 109
- Album du Souvenir op. 118, 20 pièces pour piano (certaines seront rééditées séparément plus tard)
- Suédoise pour piano op. 126
- Valses Hongroises pour piano op. 140 et 141
- Pizzicato-bluette pour piano op. 152
- La Cinquantaine, petit menuet dans le vieux style, op. 161
- Scènes enfantines, nouvelle série op. 191 (faisant suite à l'op. 61)
- Eglogue pour piano op. 200
- Études romantiques, nouvelle série op. 214 (faisant suite à l'op. 41)
- Ritornello, caprice pour piano op. 228
- La Danseuse, air de ballet op. 229
- La Gitane, pour piano, op. 235
- Sonate, en ut, op. 237
- Le Roman d'une Poupée, textes et musique de Th. Lack, illustrations d'Yvonne Lack (son épouse) ; 12 pièces enfantines pour le piano, op. 258
- Tableaux enfantins, 10 pièces très faciles pour piano, op. 282

### Œuvres didactiques
- Cours de Piano de Mlle Didi (premier volume op. 85 publié en 1885, suivi de : Études de Mlle Didi, Préludes de Mlle Didi, Solfège de Mlle Didi)
- 20 Leçons de Solfège à changements de clefs, op. 183
- Méthode élémentaire de Piano op. 269, éditions Alphonse Leduc, 1909[4] (consultable en ligne sur Gallica[5]). Contient des exercices variés, une sélection de courtes pièces classiques à 4 mains (présentées sur 2 pages, « prima » sur la page de droite « seconda » sur la page de gauche), et une série de pièces à 2 mains commandées pour la méthode à des compositeurs « modernes » parmi lesquels Pierné, Dubois, Cui, D'Indy, Diémer, Chaminade, Moszkowski, Saint-Saëns, Massenet, Pugno, Hahn, Debussy et Widor.

### Recueils de partitions
- Les Classiques favoris du piano, morceaux choisis, doigtés, accentués et classés progressivement, publiés à partir de 1916 aux éditions Henry Lemoine dans la collection Panthéon des pianistes.

## Source et bibliographie
- Theodore Baker et Nicolas Slonimsky (trad. de l'anglais par Marie-Stella Pâris, préf. Nicolas Slonimsky), Dictionnaire biographique des musiciens [« Baker's Biographical Dictionary of Musicians »], t. 2 : H-O, Paris, Robert Laffont, coll. « Bouquins », 1995 (réimpr. 1905, 1919, 1940, 1958, 1978), 8e éd. (1re éd. 1900), 4728 p. (ISBN 2-221-06787-8), p. 2277